# Den Jyske Pigegarde
Den Jyske Pigegarde er en pigegarde der er hjemhørende i Århus. Den blev stiftet i 1965 og består af ca. 70 piger i alderen 8-25 år. DJP holder til i Risskov ved Århus.
Pigegarden er delt i harmoniorkester, tamburkorps og dansepiger.
Harmoniorkestret består af bl.a. trompeter, althorn, træk- og ventilbasuner, saxofoner og klarinetter.
Tamburkorpset består af bl.a. tenortrommer og stortrommer.